# Lijst van bezienswaardigheden van Lier
In de stad Lier bevinden zich veel bezienswaardigheden. Hier volgt een lijst.

## Bezienswaardigheden

### Bouwwerken en plaatsen

#### Historische gebouwen

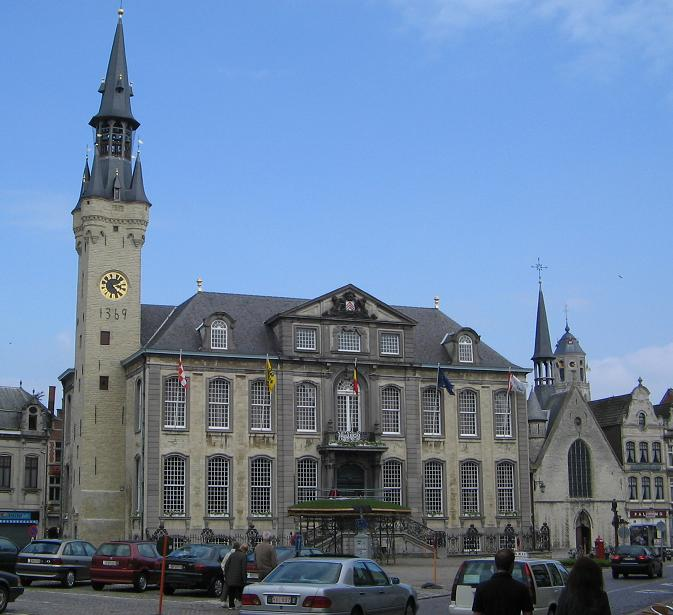
Stadhuis met belfort, Sint-Gummaruskerk (rechts, stukje), Grote Markt

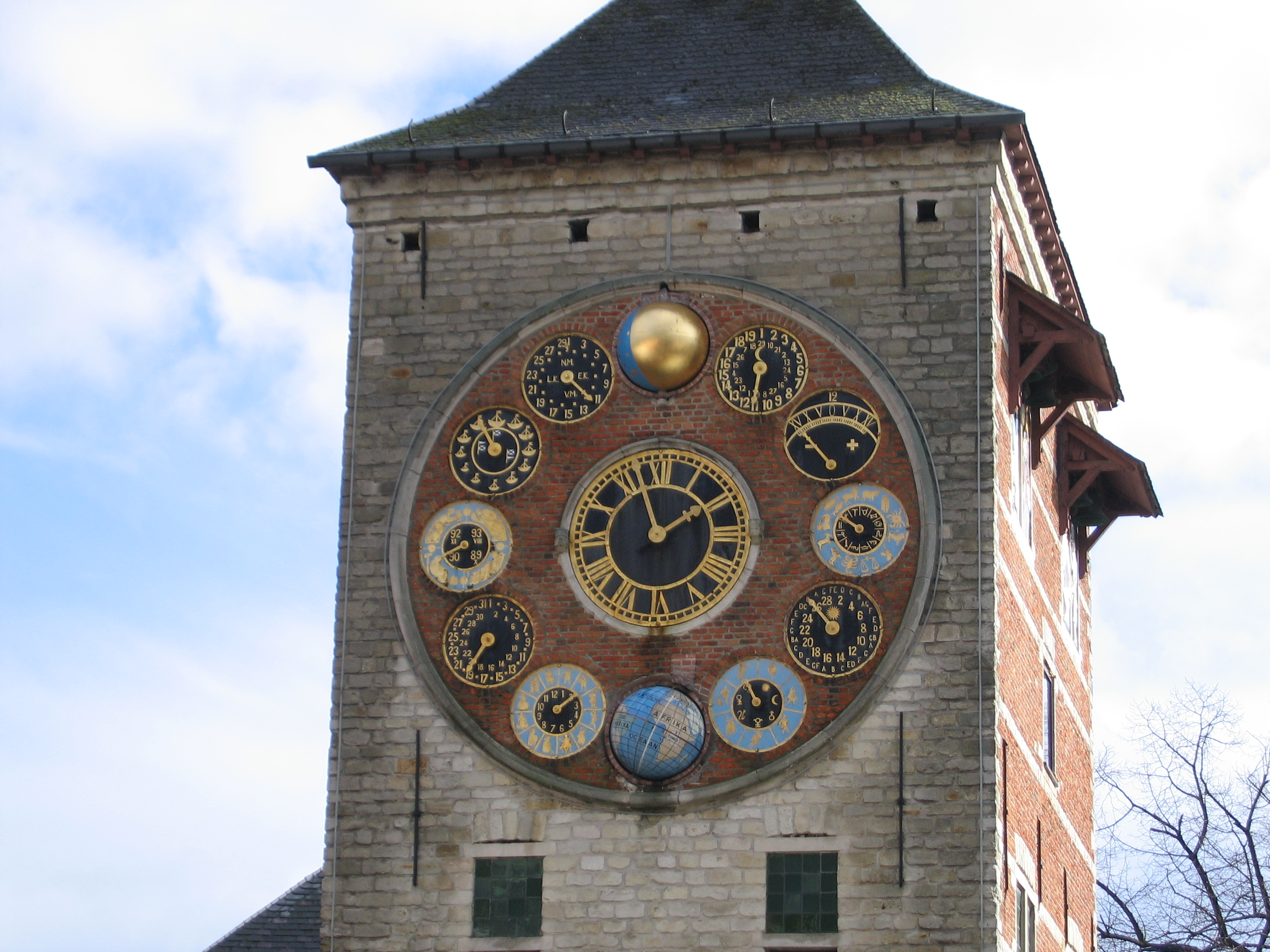
Het astronomisch uurwerk in de Zimmertoren

- Grote Markt, 18e-eeuws stadhuis met middeleeuws belfort en oude gildehuizen
- Zimmertoren (voorheen Cornelistoren genoemd)
- Gevangenenpoort, een overblijfsel van de eerste stadsomwalling van Lier
- Hof van Denemarken, gebouw aan de Sint-Gummaruskerk, heeft zijn naam te danken aan het feit dat tussen 1524 en 1530 Christiaan II van Denemarken hier als banneling verbleef.
- Spuihuis
- Vleeshuis, voormalig gildehuis van de Lierse beenhouwers, nu gebruikt als tentoonstellingsruimte.
- Buyldragershuisje, voormalig gildehuis voor de buildragers, onze huidige dokwerkers.

#### Religieuze bouwwerken
- Het begijnhof met de Sint-Margarethakerk
- De Sint-Gummaruskerk, een kerk in Brabants-gotische stijl, uit de 14e, 15e en 16e eeuw. Uitzonderlijk is dat de kerktoren gebouwd is in 3 verschillende bouwstijlen.
- De Heilig Hartkerk, een moderne kerk van architect Flor van Reeth, gebouwd tussen 1937 en 1939.
- De Sint-Pieterskapel, een Romaans-Gotische kapel gebouwd rond 1255.
- De Sint-Margaritakerk of Begijnhofkerk
- De Kluizekerk, een voormalige kerk, nu dienst doende als privéwoning.
- De Jezuïetenkerk, een kerk die dateert van uit de 18e eeuw. Momenteel wordt ze gerestaureerd, waarvoor jaarlijks inzamelacties georganiseerd worden.
- De Sint-Jacobskapel, ook wel Spaanse kapel genoemd. Dateert oorspronkelijk uit 1383, maar is in de loop der eeuwen herhaaldelijk herbouwd. Enkel de gevel is nog origineel.
- De Heilig Kruiskerk
- De Heilige Familiekerk
- De O.L.V. Onbevlekt
- De Parochiekerk Sint-Jozef en Bernardus

#### Standbeelden

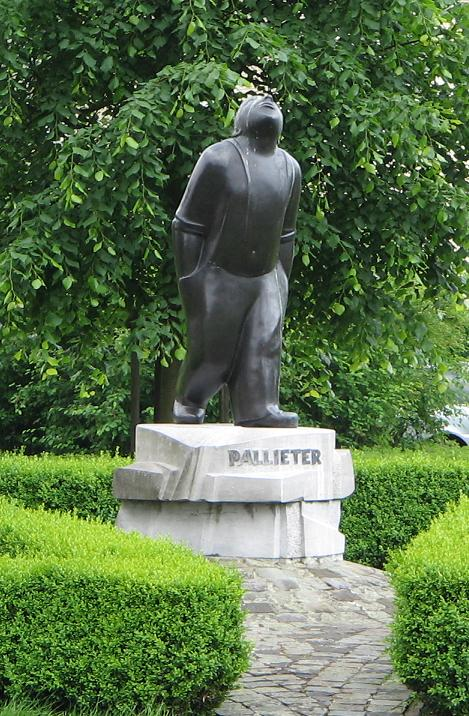
Standbeeld van Pallieter

- Het borstbeeld van Lodewijk Van Boeckel, stadspark
- Het borstbeeld van Felix Timmermans, Felix Timmermansplein
- Het standbeeld van Pallieter, aan het stadspark
- Een borstbeeld van Anton Bergmann en een imposant standbeeld van Kanunnik David, beiden op de vesten nabij de Antwerpsepoort.
- Een borstbeeld van Louis Zimmer tussen de Zimmertoren en het zimmerpaviljoen.
- Een standbeeld van Wardje van de Jezuïeten in het park aan de Muziekschool.
- Het Schapenkoppenmonument van Robert Schoofs op het Zimmerplein[1]

#### Overige bouwwerken
- De Vismijn
- De Fortuin, een middeleeuwse graanopslagplaats uit 1672. Het gebouw werd in 2015 grondig gerenoveerd.
- Landhuis De Groote Hofstadt, herbergde tot 2018 het Timmermans-Opsomermuseum
- Fort van Lier (1877)
- Fort van Koningshooikt (1906)
- De Militaire begraafplaats Lier
- De woonplaats van Felix Timmermans (De Heyderstraat 30)
- De Lierse stadspompen. In Lier bevinden zich nog altijd een aantal stadspompen.
- Sinds 2012 bevinden zich op de heraangelegde Grote Markt vijf fonteinen ontworpen door de architecten Robbrecht & Daem.

### Musea
- Het Stedelijk Museum Wuyts-Van Campen en Baron Caroly, schilderijen, zilver- en beeldhouwwerk
- Het Timmermans-Opsomerhuis, museum gewijd aan verschillende Lierse kunstenaars, gesloten sinds augustus 2018[2]
- Het Huis van Oscar, een museum rond Oscar van Rompay (1899-1997)
- Het Abarth Works Museum, een collectie van 85 Abarth sport- en racewagens van ex-racepiloot Guy Moerenhout
- Zimmermuseum, gewijd aan de Zimmertoren

### Natuur
- Het Stadspark
- De Lierse Stadsvesten
- De Lierse Polder

## Evenementen
- De Novemberfoor, de jaarlijkse grote kermis die 2 weken duurt, beginnende de zondag na Allerheiligen.
- Lier kermis, verscheidene kleine kermissen van enkele dagen. Eerst enkel in juni, nu verspreid over het hele jaar.
- De Sint-Gummarusprocessie, jaarlijkse processie die de eerste zondag na 10 oktober rondgaat ter ere van de Lierse patroonheilige Sint-Gummarus.
- De Ommegang, een 25-jaarlijkse reuzenstoet.
- De Kerstmarkt, jaarlijks evenement rond Kerstmis
- De Pallieterjogging, een jaarlijkse loopwedstrijd door de straten van Lier.
- Lier Centraal, gratis muziekevenement op donderdagavond tijdens de zomer op de Grote Markt. Het vervangt sinds 2012 de Vestconcerten.

### Herdenkingen
- Eerste zondag na 10 oktober, Sint-Gummarusprocessie
- 11 november, jaarlijkse plechtigheid aan "Den Engel"

### Markten
- Zaterdagmarkt, ..-13u. op de Grote Markt en het Zimmerplein.
- Duivenmarkt, 's zondags op de Grote Markt
- Groentemarkt, op maandag-, woensdag- en vrijdagvoormiddag op het binnenplein (voormalig paradeplein) van de  voormalig Dungelhoef kazerne

Deelgemeenten: Lier · Koningshooikt

Hoofdwijken: Centrum · Mechelsepoort · Lisp · Leuvensepoort · Koningshooikt

Deelwijken: Beunt · Bogerse Velden · Boomlaar · Boshoek · Donderheide · Donk · Groten Brand · Hagenbroek · Hazendonk · Het Ven · Hulst · Lachenen · Klaplaar · Kloosterheide · Liesmortel · Mijl · Nazareth · Pullaar · Ringenhofwijk · Spreet · Tallaart · Zaat · Zevenbergen · Zuut · 't Lammeke · Koningsbos · Fruithoflaan

Belgische gemeenten · Arrondissement Mechelen · Antwerpen · Vlaanderen